# 大橋良一 (政治家)
大橋 良一（おおはし りょういち、1947年5月3日 - ）は、日本の政治家。元加須市長。

## 人物
加須市助役を経て、平成17年（2005年）7月に合併前の加須市長に就任。2期在任。
平成22年（2010年）4月、新設合併により誕生した加須市でも初代市長となり、3期在任。2期目および3期目は無投票であった。
令和3年（2021年）11月に、次期市長選挙に立候補しない事を表明して、通算5期に及ぶ市長の職を退く事になった。

## 略歴
- 昭和22年（1947年） - 加須市川口に出生[2]。
- 昭和41年（1966年） - 埼玉県立不動岡高等学校卒業。
- 昭和45年（1970年） - 中央大学法学部卒業、埼玉県庁に入庁。
- 平成17年（2005年） - 合併前の加須市長に就任
- 平成22年（2010年） - 合併による新しい加須市長に就任
- 令和3年（2021年） - 市長を退く事を表明